# Raoul-Wallenberg-Preis
Der Raoul-Wallenberg-Preis des Europarates ist ein Preis, der alle zwei Jahre für außergewöhnliche humanitäre Leistungen einer Einzelperson, einer Personengruppe oder einer Organisation vergeben wird und mit 10.000 Euro dotiert ist.

## Geschichte
Auf Initiative der schwedischen Regierung und des ungarischen Parlaments hat der Europarat den Raoul-Wallenberg-Preis gegründet, um die Erinnerung an die überragenden Leistungen des schwedischen Diplomaten Raoul Wallenberg wach zu halten.

## Auswahlgremium
Das Auswahlgremium setzt sich aus sieben unabhängigen Personen zusammen, die im Bereich der Menschenrechte und der humanitären Arbeit ein hohes moralisches Ansehen genießen und vom Generalsekretär des Europarates, dem schwedischen Außenministerium, der Stadt Budapest, dem Raoul Wallenberg-Institut der Rechtsfakultät der Universität Lund, dem Internationalen Komitee vom Roten Kreuz (IKRK), dem Hohen Flüchtlingskommissar der Vereinten Nationen (UNHCR) sowie der Familie von Raoul Wallenberg ernannt werden.
Die Preisverleihung findet kurz vor dem 17. Januar – dem Tag der Verhaftung Raoul Wallenbergs 1945 in Budapest – im Europarat statt.

## Preisträger
- 2014: Elmas Arus, Türkei[2]
- 2016: Agkalia (NGO auf der Insel Lesbos), Griechenland
- 2018: Europäisches Zentrum für die Rechte der Roma (ERRC)[3]
- 2019: János Székely, Bischof von Szombathely, Ungarn
- 2020: Amani Ballour, Kinderärztin, Syrien